# Wilhelm Schlegtendal
Wilhelm Schlegtendal (* 9. Juli 1906 in Dykhausen; † 6. November 1994 in Nürnberg) war ein deutscher Architekt, der als Baubeamter in der kommunalen Bauverwaltung der Stadt Nürnberg arbeitete.

## Werdegang
Schlegtendal wurde 1937 nach seinem Studium bei Paul Bonatz und Paul Schmitthenner an der Technischen Hochschule Stuttgart und mehrjähriger Berufserfahrung Stadtbaurat in Nürnberg. Bereits 1939 entstanden erste Planungen zur Neugestaltung der Stadt der Reichsparteitage. Dabei sollte die Verkehrsdrehscheibe Plärrer zu einem würdigen Vorraum der Altstadt umgestaltet werden. Schlegtendal sah im Rahmen dieser Neugestaltung einen Hochhausbau vor, den er selbst 15 Jahre später verwirklichen sollte.
Er und Heinz Schmeißner machten Albert Speer auf sich aufmerksam, als sie 1937 einen zweiten Preis im Architekturwettbewerb für das Gauforum in Frankfurt an der Oder errangen. Speer beauftragte beide mit der Planung des Wiederaufbaus der Stadt Nürnberg nach dem Krieg. Ab 1946 war Schlegtendal in einem eigenen Büro tätig. 1947 gewann er mit Heinz Schmeißner den Wettbewerb zum Wiederaufbau Nürnbergs.

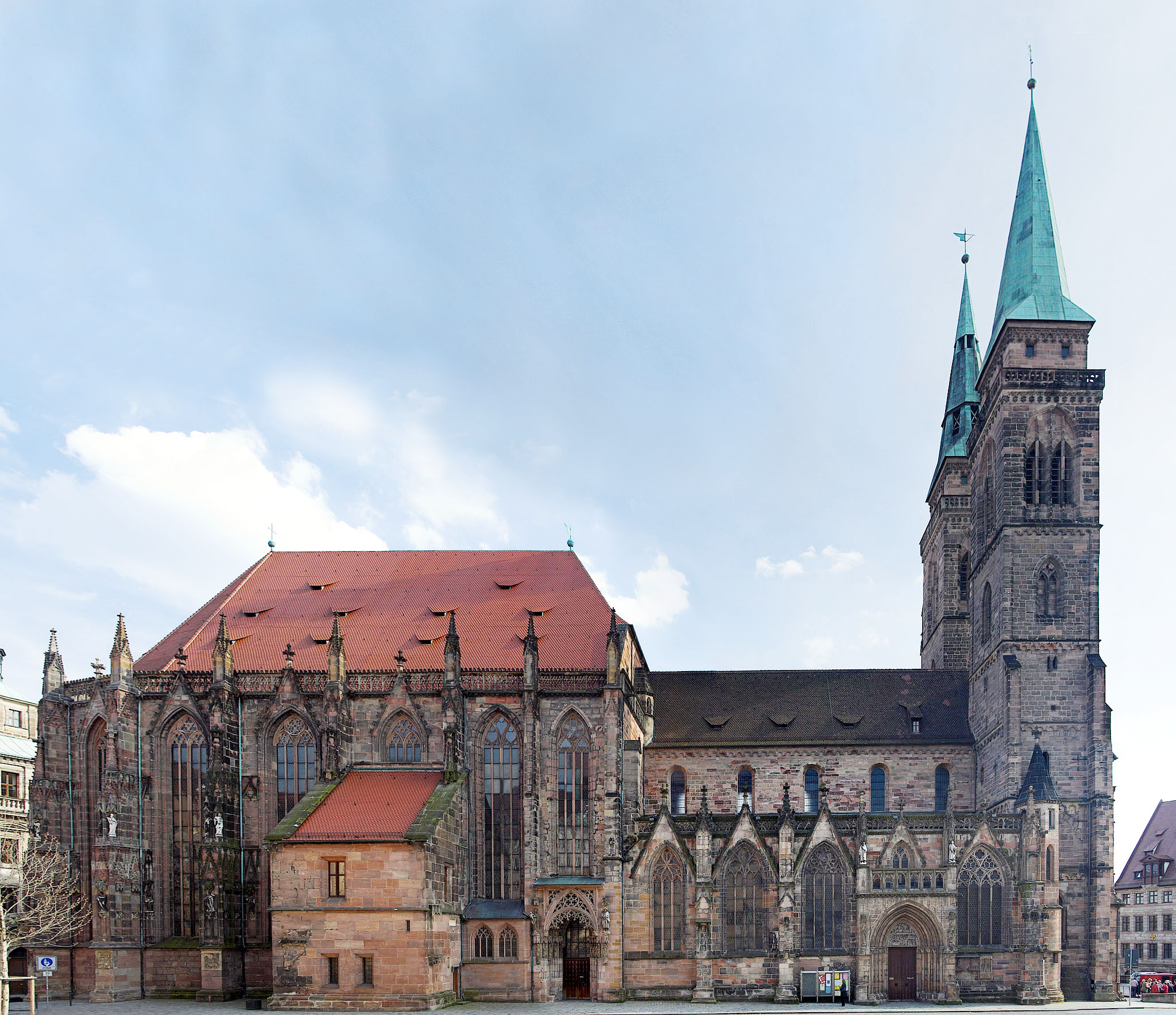
St. Sebald in Nürnberg

## Bauten
- 1938: Volksschule Saarbrückener Straße, Nürnberg mit Heinz Schmeißner
- 1938–1940: Volksschule Oedenberger Straße (ehem. Hermann-Göring-Schule), Nürnberg-Schoppershof mit Heinz Schmeißner, Walter Brugmann und W. Köthmann
- 1946–1957: Wiederaufbau St. Sebald, Nürnberg
- 1952: Verwaltungs- und Betriebsgebäude der Coca Cola-AG, Nürnberg (2019 abgerissen)
- 1952–1953: Verwaltungsgebäude der Aachener und Münchener Versicherung, Nürnberg
- 1951–1953: Plärrerhochhaus, Nürnberg für Stadtwerke Nürnberg
- 1955: Landeskirchliches Archiv der evangelisch-lutherischen Kirche in Bayern, Nürnberg-Rennweg (2014 abgerissen)
- 1955–1956: Wohnheim für berufstätige Frauen, Nürnberg
- 1955–1957: Sonnenwohnheim (Y-Haus), Nürnberg-Thon
- 1958–1959: Christuskirche, Nürnberg-Altenfurt
- 1958–1960: Matthäuskirche, Nürnberg
- 1959–1960: Nicolaus-Copernicus-Planetarium (ersetzte den von 1934 abgebrochenen Vorgängerbau von Otto Ernst Schweizer am Rathenauplatz)
- 1959–1960: Albert-Schweitzer-Heim, Nürnberg
- 1958–1961: Zentraljustizgebäude, Hof
- 1965–1966: Erlöserkirche, Erlangen[1]
- 1966: Passionskirche, Nürnberg-Langwasser[2]

## Auszeichnungen und Preise
- 1955: Kulturpreis der Stadt Nürnberg
- 1989: Bürgermedaille der Stadt Nürnberg

## Ehemalige Mitarbeiter
- Eberhard Grabow[3]
- Hans Hofmann